# Laytonia
Laytonia es un género extinto de peces actinopterigios prehistóricos. Fue descrito por David en 1943.
Vivió en los Estados Unidos (California).